# Bazu Worku

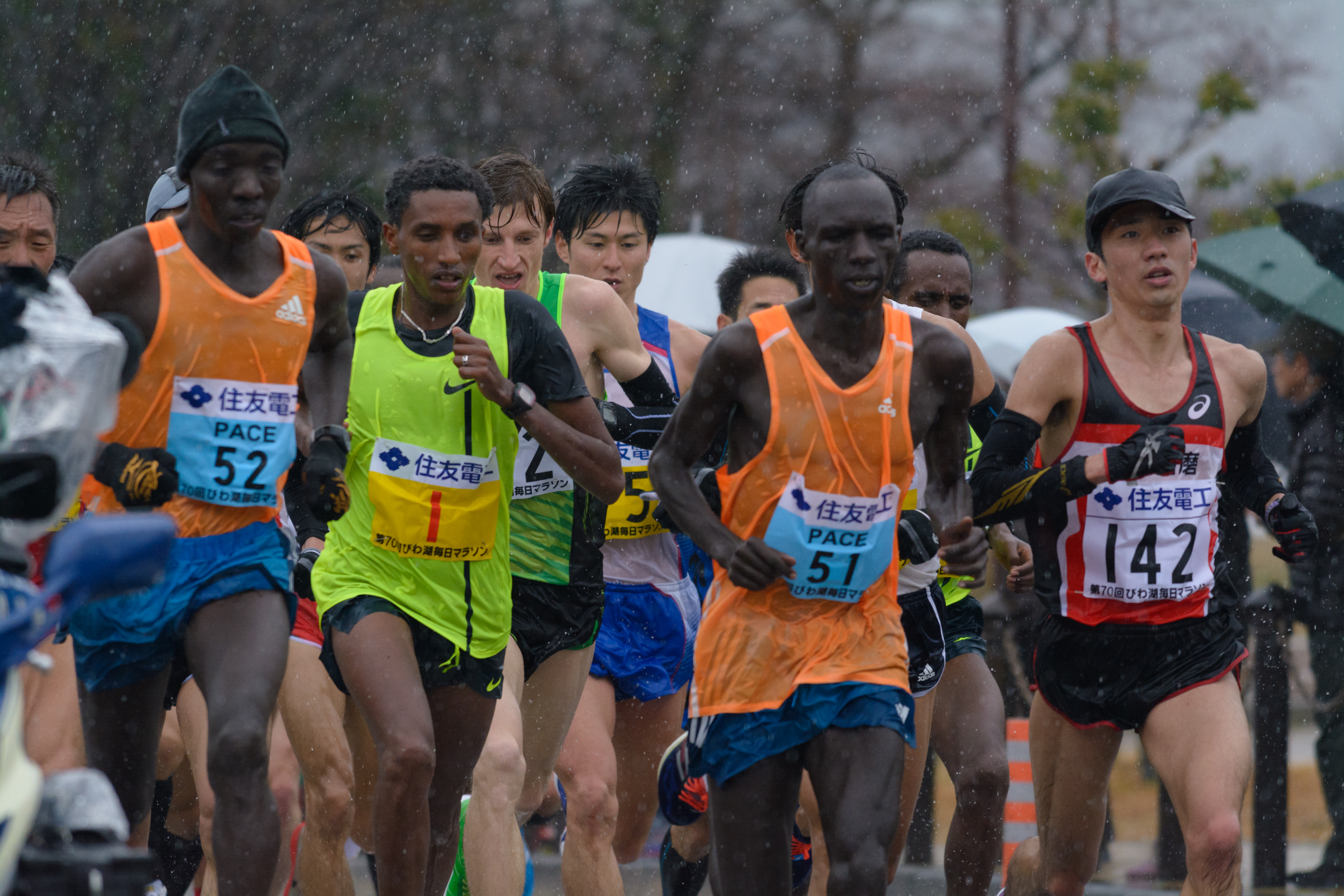
Bazu Worku (Startnummer 1) beim Biwa-See-Marathon 2015

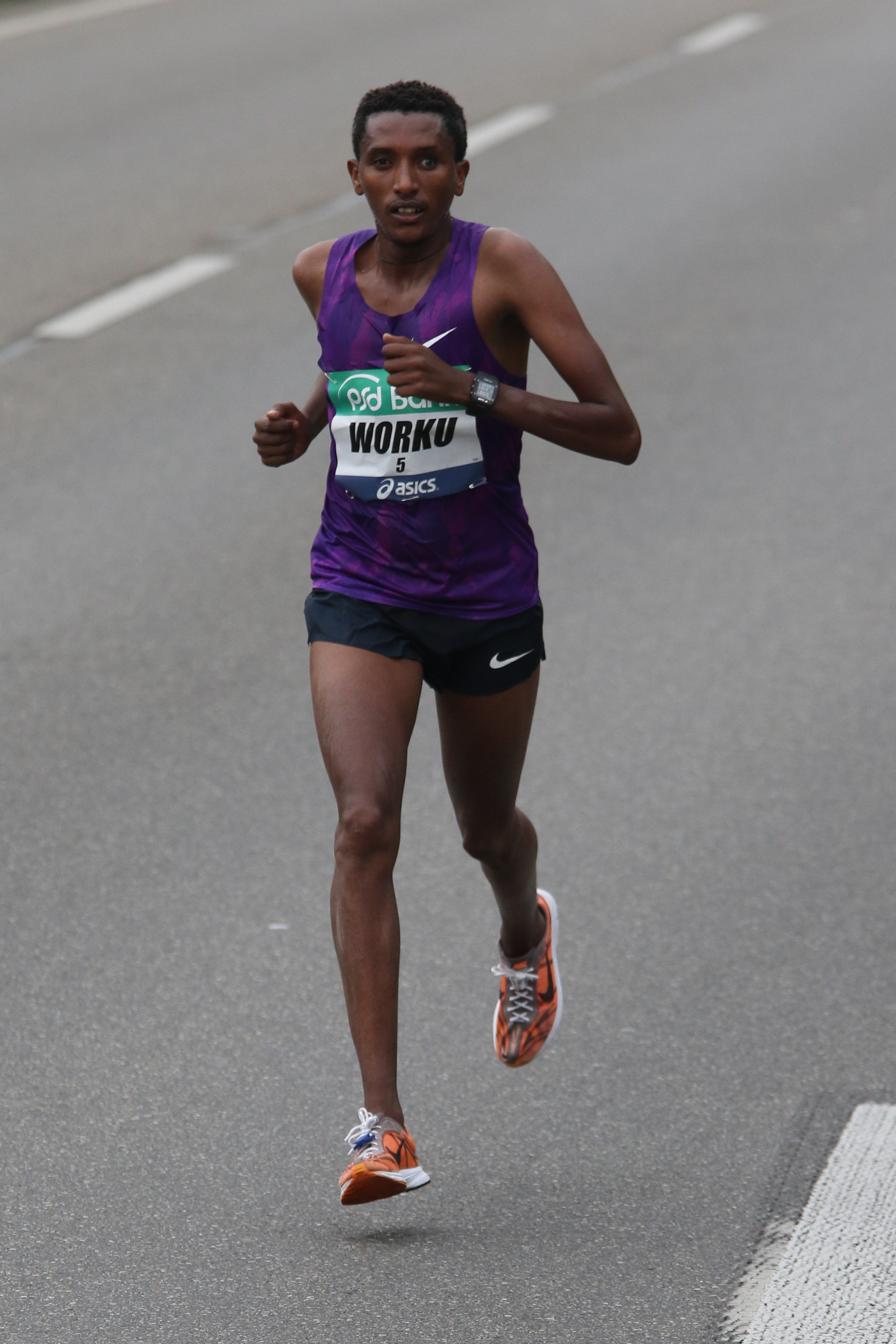
Bazu Worku beim Frankfurt-Marathon, 2015

Bazu Worku Hayla (* 15. September 1990) ist ein äthiopischer Langstreckenläufer, der sich auf Straßenläufe spezialisiert hat.
2009 gewann er den Paris-Halbmarathon in 1:01:56 h und wurde bei seinem Debüt über die Volldistanz Zweiter beim Paris-Marathon in 2:06:15 h.
2010 wurde er Dritter beim Ottawa-Marathon. Denselben Platz erzielte er beim Berlin-Marathon, wo er mit 2:05:25 h als bislang jüngster Läufer unter der 2:06-Marke blieb.
2014 gewann er den Biwa-See-Marathon in 2:09:10 h.
Bazu Worku ist 1,70 Meter groß und unverheiratet.